# Jinju
Jinju è una città della Corea del Sud nella provincia del Sud Gyeongsang. 
Al centro della città è presente una fortezza che ospita il Museo nazionale.
Ogni anno ad inizio autunno si celebra il folcloristico Festival delle lanterne.